# Trichochermes hyalina
Trichochermes hyalina är en insektsart som beskrevs av Shinji Kuwayama 1910. Trichochermes hyalina ingår i släktet Trichochermes och familjen spetsbladloppor. Inga underarter finns listade i Catalogue of Life.